# Vellozia pterocarpa
Vellozia pterocarpa är en enhjärtbladig växtart som beskrevs av Lyman Bradford Smith och Edward Solomon Ayensu. Vellozia pterocarpa ingår i släktet Vellozia och familjen Velloziaceae. Inga underarter finns listade.